# كتلة التمايز 154
كتلة التمايز 154 (CD154) أو ربيطة كتلة التمايز 40 (CD40L) هو بروتين يتم التعبيرعنه في الخلايا التائية المفعلة حيث يرتبط بكتلة التمايز 40 على الخلايا المقدمة للمستضد مؤدياً إلى تحفيز أثر معين فيها على حسب نوعها.

## تأثيرات معينة في الخلايا

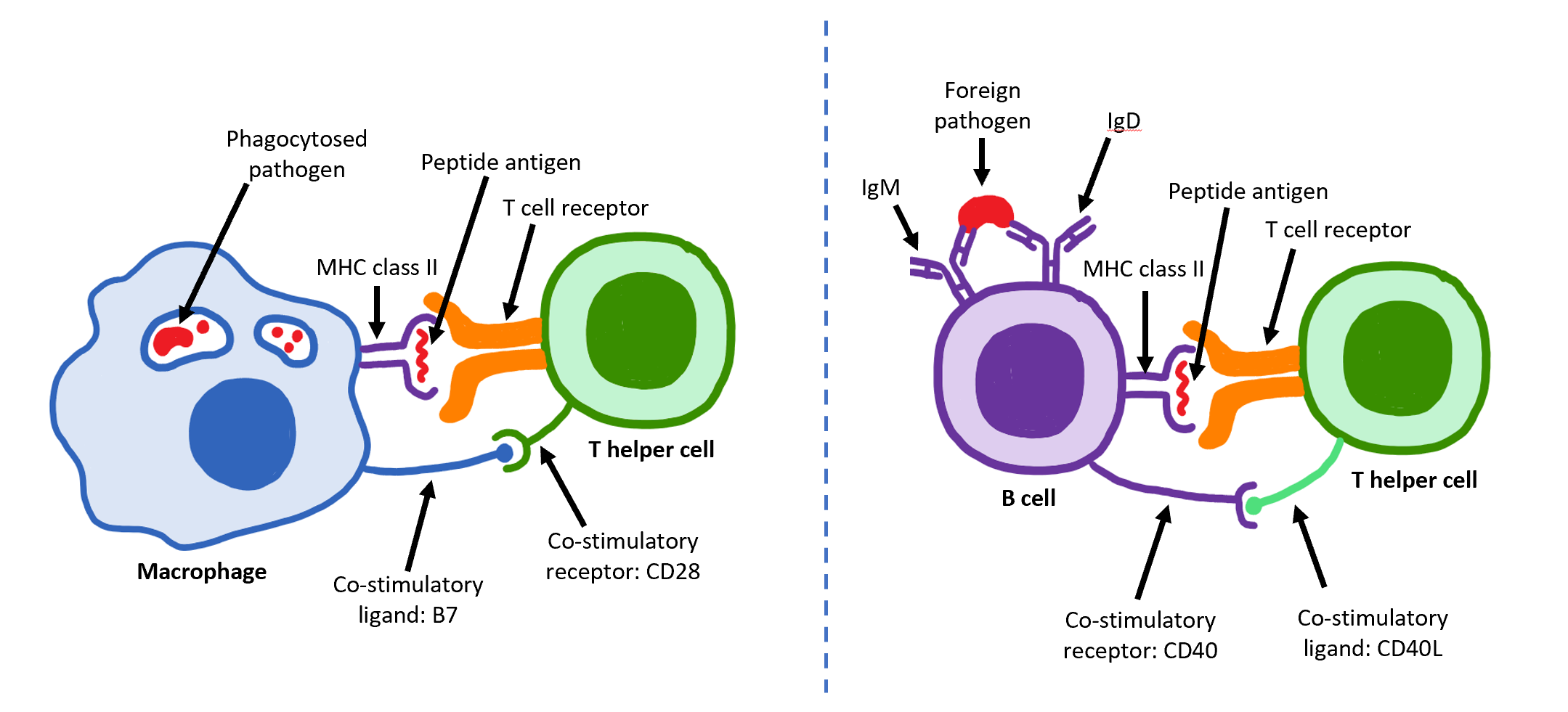
هذه صورة بصرية تصور كيفية تنشيط الخلايا التائية المساعدة والخلايا البائية.

لعنقود التمايز 154 دور مهم في تنظيم رد الفعل المناعي للخلايا التي تعبر عن عنقود التمايز 40. حيث أن أي خلل في هذا البروتين يؤدي إلى متلازمة فرط الغلوبين المناعي م.

### البلعميات
إنترفيرون غاما -يتم إفرازه من الخلايا التائية المساعدة من النوع Th1- يُعد إشارة التفعيل الأولية للبلعميات. وربيطة عنقود التمايز 40 هو الإشارة الثانوية للتفعيل. عند تفعيل البلعم، يزداد تعبيره لعنقود التمايز 40 ومستقبلات عامل نخر الورم، مما يؤدي إلى ارتفاع مستوى تفعيله. يقوم البلعم المُفعّل ببلعمة البكتيريا وإفراز السيتوكينات.

### الخلايا البائية
تقوم الخلايا التائية الجريبية في الجريبات اللمفاوية بتحفيز الخلايا البائية من خلال CD40L لتقوم بالتأشيب البدالي الصنفي ونضج الألفة.